# 티란노미르멕스속
티란노미르멕스속Tyrannomyrmex은 두배자루마디개미아과에 속하는 희귀한 열대속이다. 일개미만이 발견된 네 개의 유사한 종들이 인정되었고, 눈이 작고 이가 없다는 특징을 공유한다.

## 종류
총 네 종이 있다. 두 종은 각각 단 하나의 일개미의 표본으로부터 알려졌지만, 1965년에 수집된 한 수캐미의 표본은 어쩌면 알려지지 않은 종일 수 있고, T. alii는 35마리 이상의 일련의 여왕개미와 일개미들을 통해 알려졌다. 지금까지 발견된 티란노미르멕스속의 모든 종은 열대 구세계의 숲에서 서식한다. 서쪽으로는 인도와 스리랑카부터 동쪽으로 말레이반도, 아마도 필리핀 군도에 이르는 넓은 분포는 더 많은 종이 발견될 수 있다는 것을 암시한다.
- Tyrannomyrmex alii 사다시반 & 크리파카란, 2017 - 인도, 서고츠산맥[4]
- Tyrannomyrmex dux 보로윅, 2007 – 인도, 케랄라[6]
- Tyrannomyrmex legatus 알퍼트, 2013 – 스리랑카, 신하라자 삼림보존지역[7]
- Tyrannomyrmex rex 페르난데즈, 2003 – 말레이시아, 느그리슴빌란[8]

내셔널 지오그래픽은 2017년에, 10년 만에 처음으로 이 지극히 드문 개미가 싱가포르의 만다이 지역의 토양에서 살아가는 것을 발견했다고 보고하였다.

## 분류

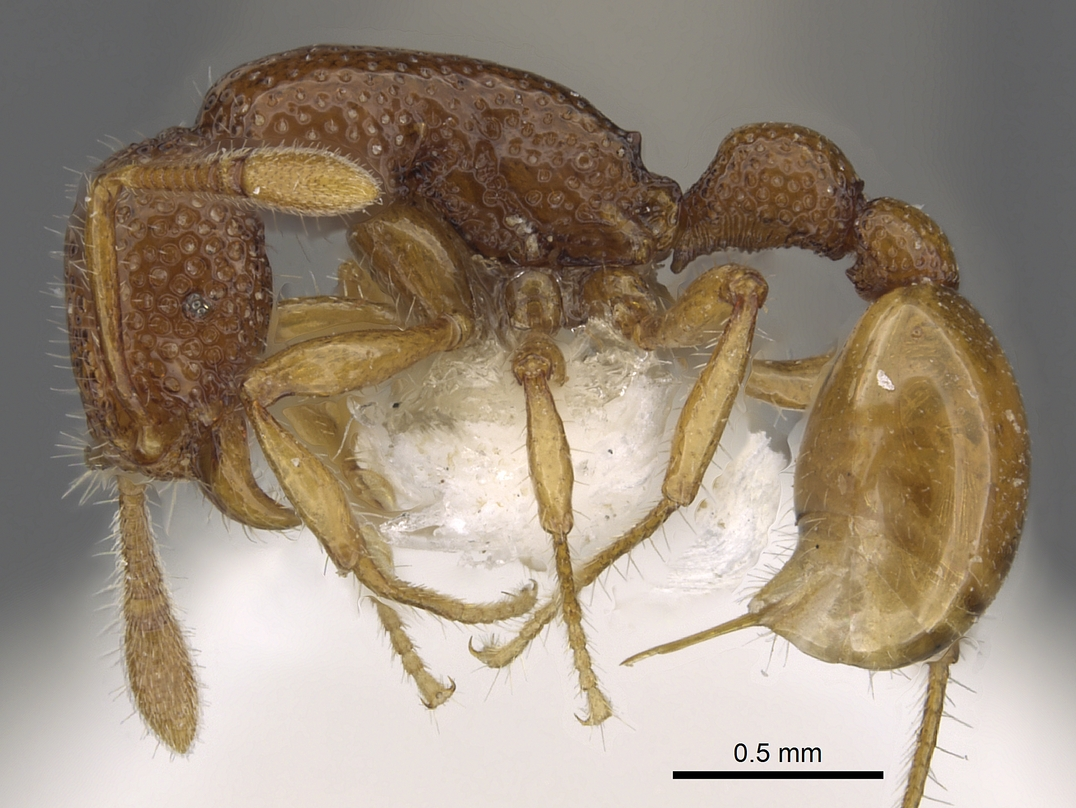
T. 렉스의 완모식표본

1994년에 느그리슴빌란의 파소 산림보호구역의 잎무더기에서 수집한 한 표본을 바탕으로, 페르난데즈가 2003년에 새로운 종과 속을 묘사하였다. 페르난데즈는 아델로미르멕스족, 열마디개미족 등의 몇 가지 후보를 고려해봤지만 기존의 두마디개미아과 휘하의 족에는 이 새로운 속을 배치할 수 없었다. 더 많은 표본이나 분자생물학적 자료 없이 이 속은 임시적으로 두마디개미아과 휘하의 incertae sedis에 배치되었다. 두 번째 종 T. 둑스는 보로윅이 2007년에 묘사하였는데, 남인도의 잎무더기에서 1999년에 수집한 한 표본을 바탕으로 하였다. 세 번째 종 레가투스의 한 일개미는 2006년에 스리랑카 남부의 원시림 저지대 딥테로카프 숲에서 발견되었으며, 알퍼트가 2013년에 묘사하였다. 이 종은 이전에 묘사된 티란노미르멕스속의 두 종과 유전적으로 유사하다.
페르난데즈는 2003년에 임시적으로 티란노미르멕스속은 아델로미르멕스속이나 열마디개미족과 친연성이 있는, 두마디개미아과 휘하의 별개의 고립된 속이라고 결론지었다. 볼턴의 개미의 모든 속의 특성에 대한 2003년의 서술에 기반하여, 알퍼트는 2013년에 이 속을 열마디개미족 휘하에, 꼬마개미속에 가까이 배치했다.

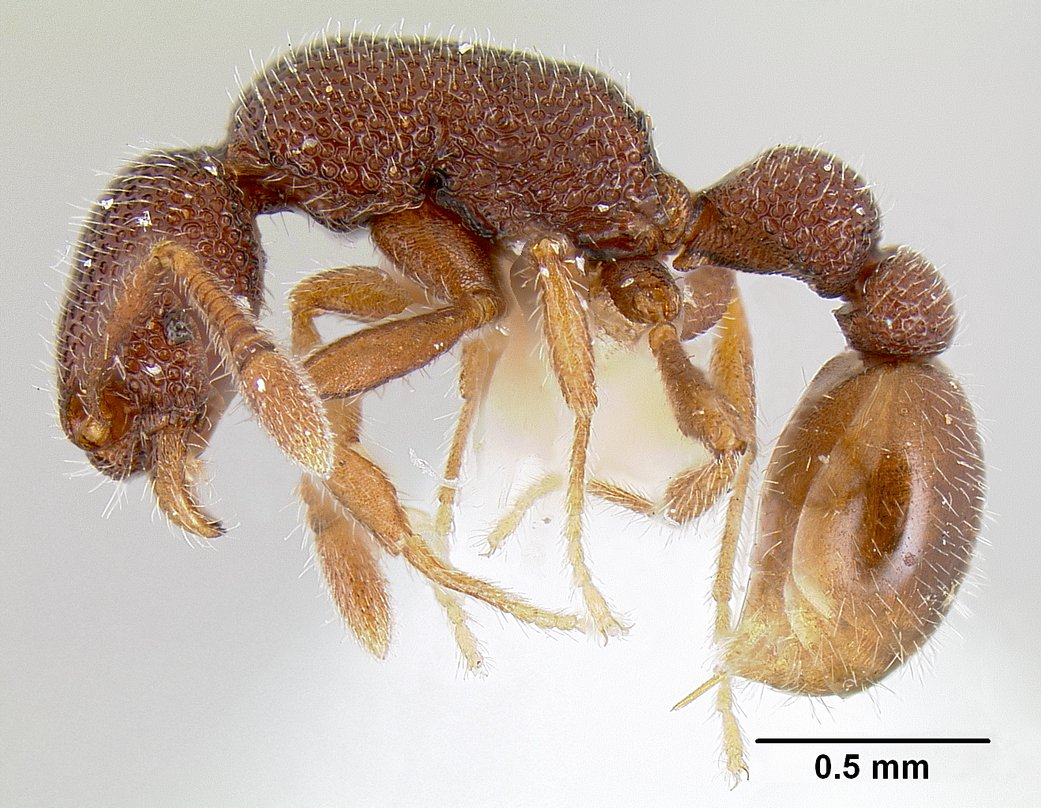
T. 레가투스의 완모식표본

## 요약
모든 종은 몇 개의 낱눈으로 줄어든 작은 눈들, 불분명한 두 마디의 더듬이곤봉이 달린 열 마디의 더듬이, 더듬이다리 공식(palpal fomula) 2, 2, 저작면에 두 개의 끝니가 있을 뿐 거의 이가 없는 것을 특징으로 한다. 작은 눈, 이가 없는 아래턱, 세 개의 티란노미르멕스속의 일개미들 사이의 밀접한 유사성은 이 녀석들이 생태학적으로 유사한 습성을 가질 수 있으며, 이 녀석들이 아마도 지하에서 서식하며 포식성을 띈다는 것을 강력하게 시사한다. 세 개의 일개미 표본이 잎무더기에서 채취되었지만, 수집의 희귀함은 티란노미르멕스속에 속한 종들이 깊은 지하에 보금자리를 마련하고 먹이를 찾으며, 다만 이따금 지표면에 좀 더 가까운 잎무더기를 뒤질 수 있다는 것을 시사한다.

### 형태적 특징

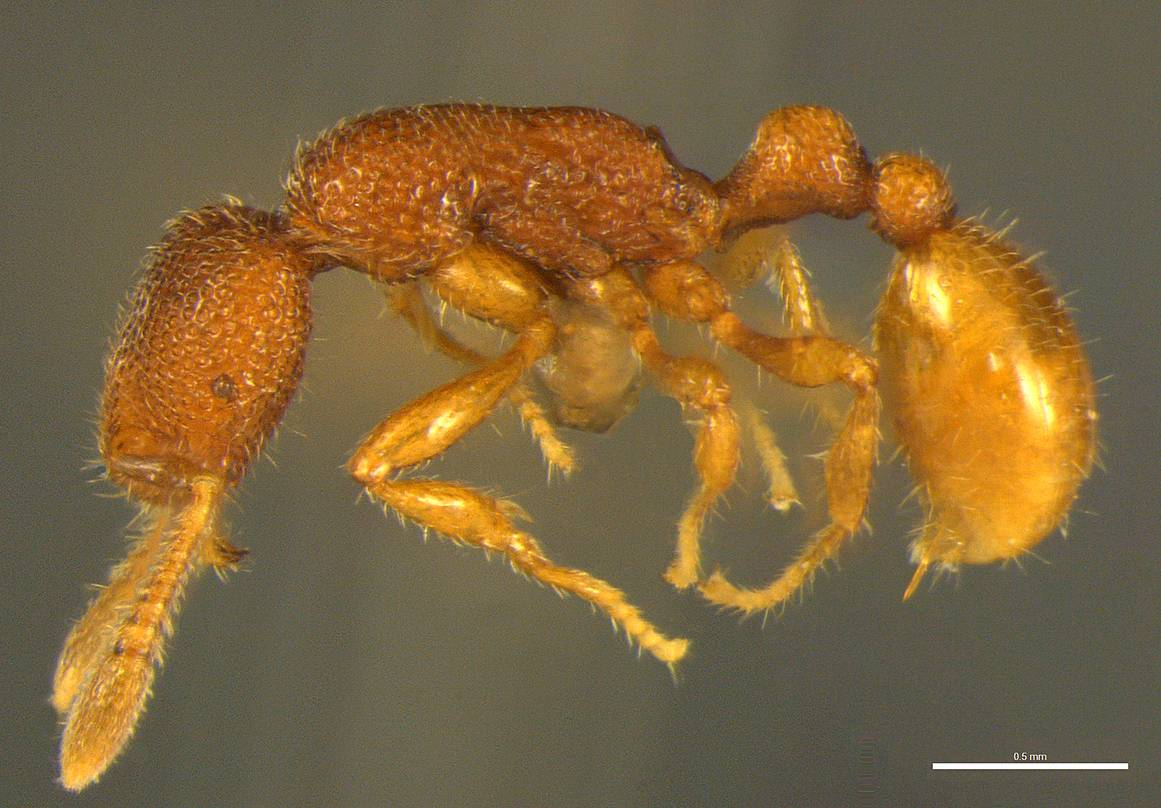
T. 알리의 완모식표본

알퍼트(2013)는 티란노미르멕스속의 형태적 형질을 다음과 같이 요약했다:
- 아래턱에는 저작부의 가장자리에 두 개의 끝니와 더 작은 끝니가 있다. 아래턱의 밑부분에는 이빨이 없다.
- 아래턱의 저작부의 배 쪽의 가장자리에 강모가 있다. 강모는 일반적이거나 변형된 형태일 수 있다.
- 두순에는 용골선이 없다. 소와가 있을 수 있다.
- 하악골과 입술의 더듬이다리는 각각 한 개씩의 마디로 나뉜다. (Palpal formula 2, 2)
- 작은 겹눈에는 몇 개의 홑눈만이 남아있다.
- 더듬이는 10개의 마디가 있으며, 끝부분에 두 개의 마디가 있는 불분명한 형태의 더듬이곤봉이 달려있다.
- 액융기연과 더듬이도랑이 존재한다.
- 중체부에는 앞가운데가슴등판의 봉합부가 없다.
- 가슴배마디는 크고 둥글다.
- 크고 힘차게 침을 쏜다.